# Камышловский мост
Камышловский мост (также: Инкерманский мост; Камышловский железнодорожный мост) — железнодорожный мост через Камышловский овраг , ныне в Нахимовском районе Севастополя.

## Название
По близлежащему населённому пункту Камышлы.

## История
Мост строился в 1872—1875 годах в процессе постройки севастопольской ветки.

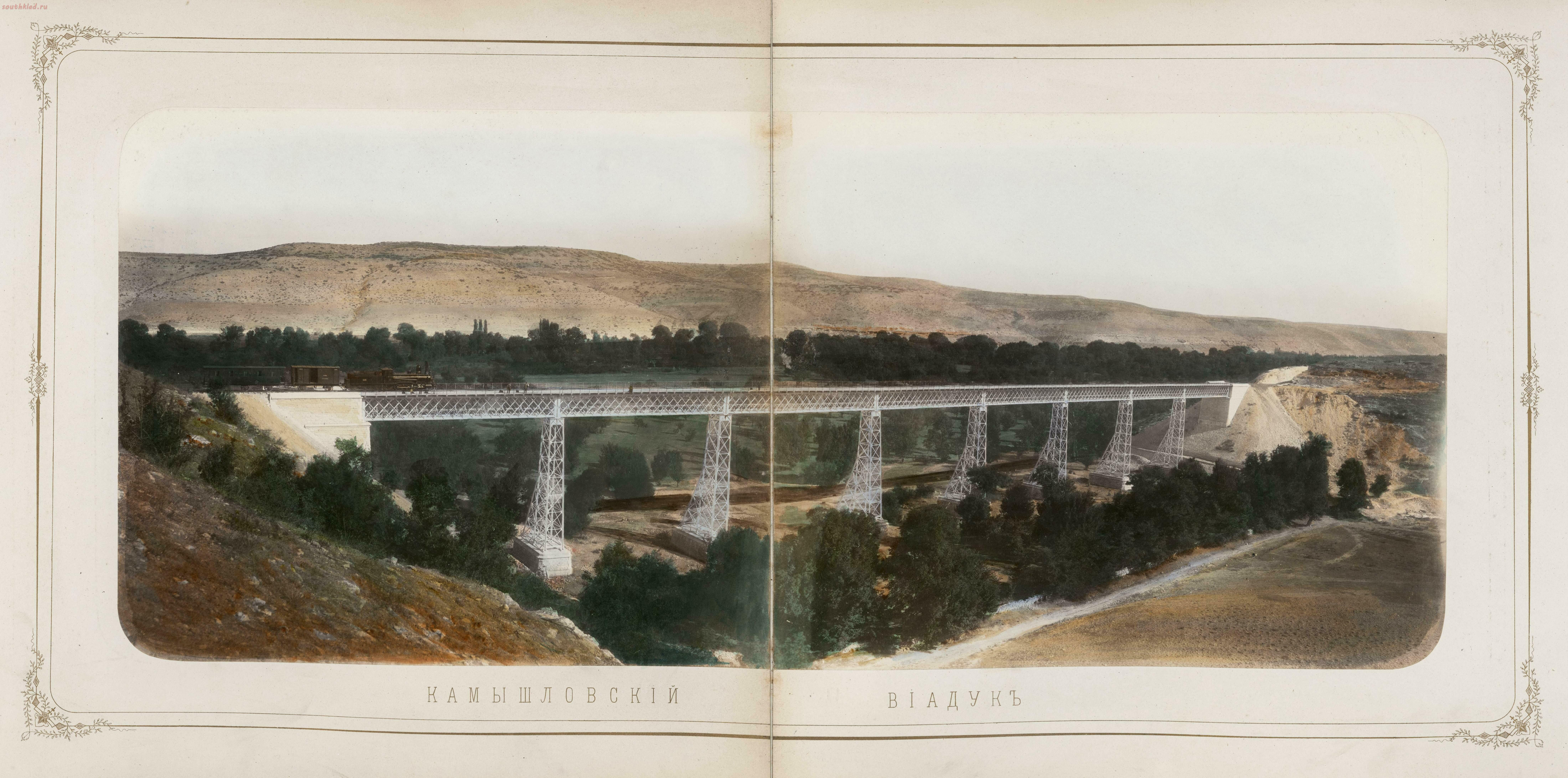
Камышловский виадук. «Альбом видов Лозово-Севастопольской железной дороги» издательства «Шерер, Набгольц и К°», около 1880 г.

5 января 1875 года Главный Штаб своим циркуляром сообщил, что «от станции Симферополь до города Севастополь, на протяжении 72,67 верст, ныне открыто правильное движение поездов на всем протяжении Лозово-Севастопольской железной дороги в 614,80 верст… Пожалуй, самым сложным сооружением был железнодорожный мост на 915 версте — Камышловский». Мост был восьмипролётный на металлических решетчатых опорах.
В 1908—1909 годах шли споры по поводу ремонта обветшавшего моста: то ли построить насыпь, то ли новый мост. С учётом того, что оба варианта по стоимости составляли примерно 500 000 рублей, выбрали второй вариант на бетонно-железных устоях по проекту профессора Н. А. Болелюбского.
В 1911 году начались работы по сооружению нового моста. В августе 1911 года была закончена установка свай; приступили к каменной кладке на сваи быков. В апреле 1913 года работы по сооружению моста и подъездов к нему приблизились к завершению. 25 ноября того же года газета «Крымский вестник» сообщила: «Новый Камышловский мост сооружением закончен».
Мост стал в длину 115 саженей (248 м) и высоту от основания 15 саженей (32 м). Он состоял из пяти пролётов на четырёх промежуточных гранитных быках.
Металлические части изготавливались на Дебальцевском металлическом заводе, его специалисты монтировали конструкции на быках.
В итоге мост обошёлся в 600 000 рублей.
5 декабря 1913 года прошли испытания моста. 6 декабря состоялось его торжественное освящение: чин богослужения совершил священник привокзальной церкви святого Феодосия отец Завадовский. «Как только кончилось освящение, показался шедший с севера в Севастополь курьерский поезд № 1, с которым следовал министр внутренних дел гофмейстер Н. А. Маклаков. Поезд прошёл через вновь освящённый мост полным ходом».
В январе 1918 года разыгрывалось противостояние между Директорией Крымской народной республики поддерживаемой Советом народных представителей в Симферополе и «Штабом крымских войск» (эскадронцев) во главе с Д. Сейдаметом и подполковником В. В. Макухиным с одной стороны и Севастопольским советом. Дело дошло до продовольственной блокады Севастополя и захвата Камышловского моста и прилегающих пунктов драгунами Крымского конного полка. Севастопольский совет перешел к вооружённым действиям. Его отряды в основном из моряков и солдатов Севастопольского гарнизона выбили эскадронцев от Камышловского моста, далее из Бахчисарая, а 13 января 1918 года заняли Симферополь.
В середине ноября 1941 года мост был взорван советскими войсками для нарушения вражеских путей снабжения. В 1942 году мост был восстановлен инженерными частями немецких войск. В 1944 году мост был взорван при отступлении немецких войск.
В июле 1944 года, сразу после освобождения советскими войсками Крыма, мост был вновь восстановлен. Этот, четвёртой по счёту, вариант моста имел шесть пролётов.